# Jan Werner
Jan Werner (Polonia, 25 de julio de 1946-21 de septiembre de 2014) fue un atleta polaco, especializado en la prueba de 4x400 m en la que llegó a ser subcampeón olímpico en 1976.

## Carrera deportiva
En los JJ. OO. de Montreal 1976 ganó la medalla de plata en los relevos 4x400 metros, con un tiempo de 3:01.43 segundos, llegando a la meta tras Estados Unidos (oro) y por delante de Alemania Occidental (bronce), siendo sus compañeros de equipo: Ryszard Podlas, Zbigniew Jaremski y Jerzy Pietrzyk.